# Римське ювелірне мистецтво

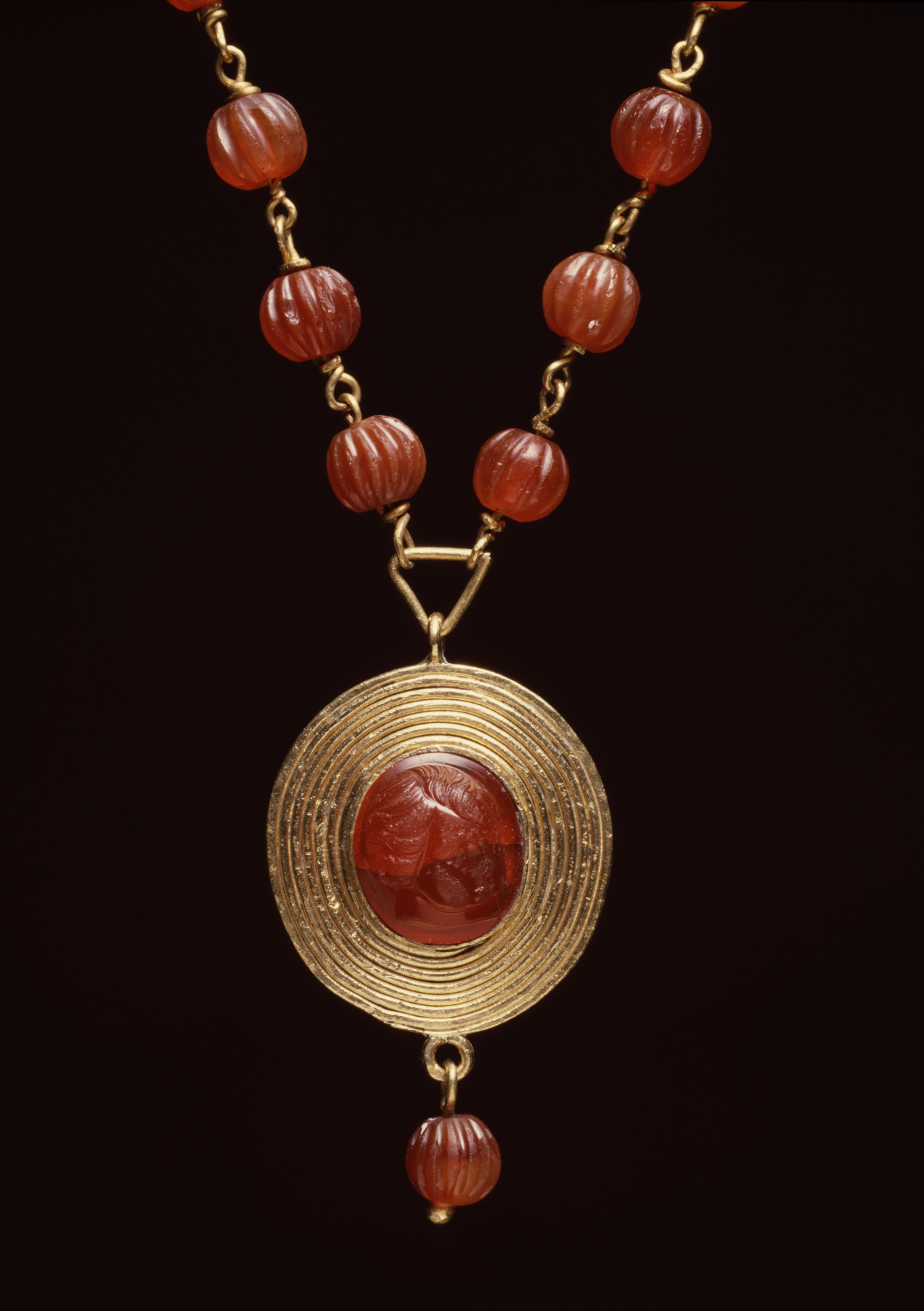
Типове римське намисто з золота та сердоліка

Для давньоримського ювелірного мистецтва характерний інтерес до кольорових дорогоцінних каменів та скла, на відміну від грецьких попередників, які зосереджувались насамперед на майстерному виробництві високоякісних металоконструкцій.  Різні статі та соціальні класи носили різні типи ювелірних виробів, вони використовувались як в естетичних цілях, так і для характеристики статусу і матеріального становища людини. 

## Матеріали та стиль
Хоча в основному увага приділяється дрібним золотим та срібним  ювелірним виробам, багато предметів, які носили нижчі соціальні класи в Римі, були виготовлені з бронзи чи інших дешевих металів. Золоті та срібні прикраси носили заможні люди. На відміну від давньогрецьких ювелірів, римські виробники мали справу головним чином із серійними виробами, створеними за допомогою попередньо заготовлених форм і специфічних методів лиття.  Це дозволило більшій кількості людей дозволити собі такі аксесуари. 
Римська естетика призвела до збільшення використання дорогоцінних і напівкоштовних дорогоцінних каменів, а також кольорового скла в ювелірних виробах. Незвичне, художнє використання кольорів цінувалося набагато вище за міцну структуру. Виробники скла, напевно, були настільки кваліфіковані, що могли змусити людей думати, що звичайні скляні намистини та прикраси - це справжні дорогоцінні камені.  Коли використовувалися справжні дорогоцінні камені, то римські жінки віддавали перевагу аметистам, смарагдам та перлами. 

## Соціальні підтексти

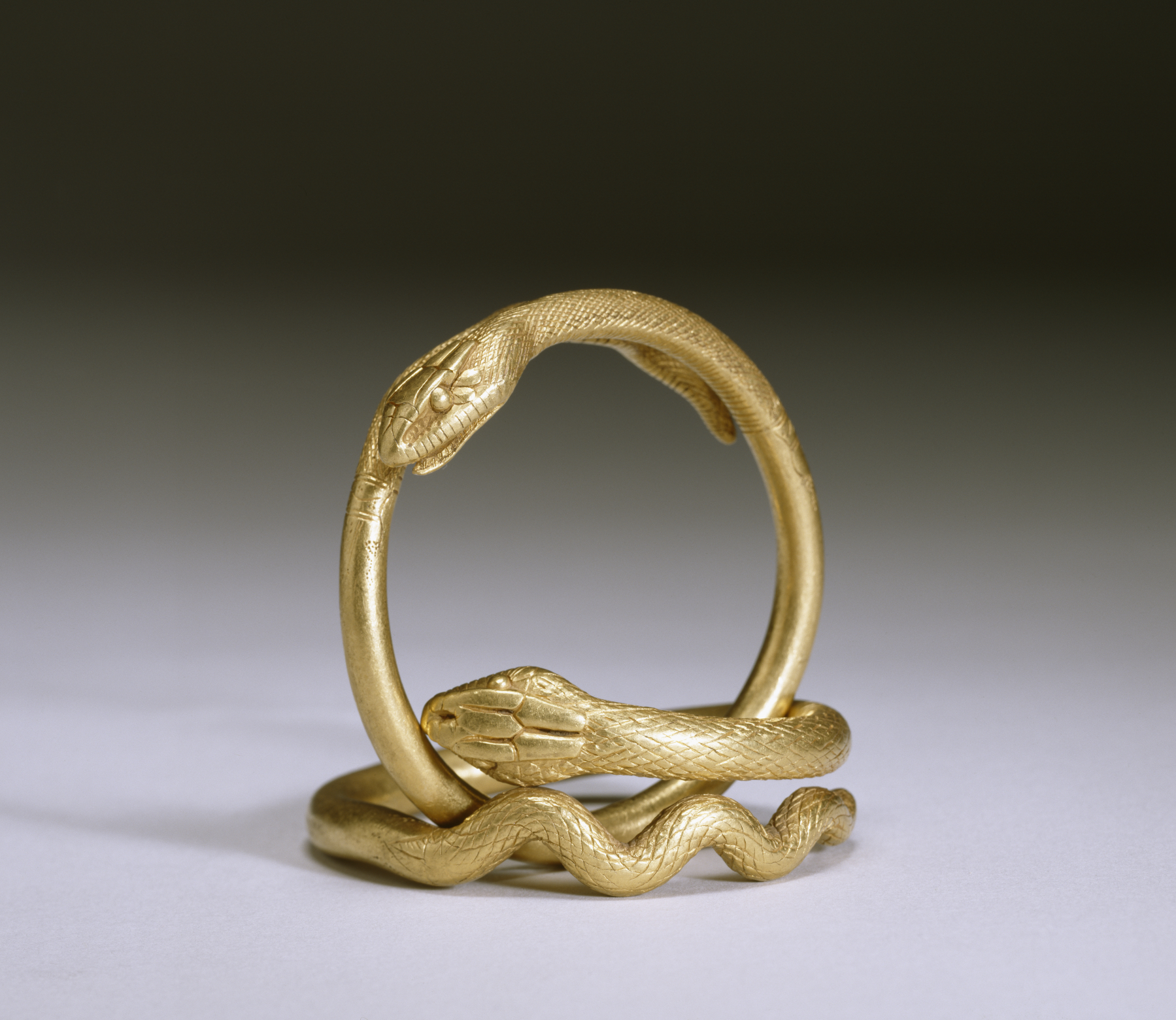
Зміїні браслети з золота - найпопулярніші види римських прикрас. Зміїні браслети часто носили парно.

Зосередженість на видовищності та імітації тонких матеріалів свідчить про те, що римляни були дуже занепокоєні тим, як вони представляли себе публічно.  Римські чоловіки та жінки часто використовували орнаменти своїх будинків і тіл, щоб продемонструвати багатство, силу, вплив та знання. 

### Стать
Різні давньоримські аксесуари позначали стать, вік та соціальне становище. 

#### Жінки
Римські жінки колекціонували і носили більше прикрас, ніж чоловіки. У жінок зазвичай були проколоті вуха, вони носили  сережки. Крім того, вони прикрашали себе намистами, браслетами, каблучками та фібулами . Вони одночасно носили одне намисто-чокери, два браслети та декілька перснів. Ювелірні вироби були особливо важливими для жінок, оскільки вони вважалися їх особистою власністю, яку можна було зберігати незалежно від багатства їхнього чоловіка, і використовувати так, як вважають за потрібне жінки. Вони мали право купувати, продавати та заповідати  власні прикраси. 

#### Чоловіки
Зазвичай римські чоловіки носили менше прикрас, ніж жінки. Персні і фібули, на відміну від намист, були найпоширенішими формами прикрас. Римські чоловіки, на відміну від грецьких чоловіків, носили відразу кілька перснів. 

#### Діти
Дитячі прикраси зазвичай служили як обереги . Їх носили на шиї і вони захищали дітей від хвороб і нещастя.  Наприклад, фалічний фасцін зазвичай носили молоді хлопчики, щоб утримати від нього злі сили. 

### Крім аксесуарів
Ювелірні вироби підкреслювали багатство і силу їх власників. Використання прикрас не обмежувалося просто їх носінням, а й поширювалося на духовні практики. У грецьких та римських храмах були знайдені коштовності із золота, срібла та бронзи, що свідчить про те, що богомольці приносили частину своїх прикрас богу чи богині храму, як підношення, наряду з іншими предметами. 